# مزيج (الرضمة)

تعديل مصدري - تعديل

مزيج هي إحدى قرى عزلة كحلان بمديرية الرضمة التابعة لمحافظة إب، بلغ تعداد سكانها 487 نسمة حسب تعداد اليمن لعام 2004.